# Jonathan Kellerman
Pour les articles homonymes, voir Kellerman.
Œuvres principales
- Série Alex Delaware
- Série Petra Connor

Jonathan Kellerman, né le 9 août 1949 à New York, est un écrivain américain de romans policiers dont le héros Alex Delaware est un psychologue pour enfants. Il a écrit une trentaine de romans dont le premier a été récompensé, en 1986, par le prix Edgar-Allan-Poe, un prestigieux prix de littérature policière.

## Biographie
Jonathan Seth Kellerman est né le 9 août 1949 à New York. Très tôt, à l'âge de neuf ans lui vient l'envie d'écrire. Il accomplit des études de psychologie à l'université de Californie et se spécialise en psychologie clinique pédiatrique. En 1980 il publie Psychological Aspects of  Childhood Cancer. Deux ans après la publication de son premier roman Le Rameau brisé, couronné du prestigieux prix Edgar-Allan-Poe en 1986, il se consacre entièrement à l'écriture. Ses études et son activité professionnelle lui servent de cadre pour l'écriture de ses romans. Son héros Alex Delaware, un psychologue pour enfants, semble être son double littéraire.
Il est marié à Faye Kellerman également écrivain. Ils vivent avec leurs quatre enfants à Los Angeles. L'un de leurs enfants, Jesse Kellerman, est aussi devenu auteur de littérature policière.

## Œuvres

### SérieAlex Delaware
1. Le Rameau brisé, Seuil, 2003 ((en) When The Bough Breaks, 1985), trad. Frédéric Grellier, 368 p.  (ISBN 2-02-055848-3)
2. La Preuve par le sang, Seuil, 2006 ((en) Blood Test, 1986), trad. William Olivier Desmond, 314 p.  (ISBN 2-02-087119-X)
3. (en) Over The Edge, 1987
4. Double Miroir, Plon, 1994 ((en) Silent Partner, 1989), trad. Thierry Arson, 450 p.  (ISBN 2-259-02771-7)
5. (en) Time Bomb, 1990
6. Terreurs nocturnes, Plon, 1995 ((en) Private Eyes, 1992), trad. Thierry Arson, 468 p.  (ISBN 2-259-02772-5)
7. La Valse du diable, Plon, 1996 ((en) Devil's Waltz, 1993), trad. Thierry Arson, 387 p.  (ISBN 2-259-18272-0)
8. (en) Bad Love, 1994
9. (en) Self-Defense, 1995
10. Le Nid de l'araignée, L'Archipel, 1997 ((en) The Web, 1996), trad. François Tétreau, 391 p.  (ISBN 2-84187-072-3)
11. La Clinique, Seuil, 1998 ((en) The Clinic, 1997), trad. Robert Pépin, 384 p.  (ISBN 2-02-032146-7)
12. La Sourde, Seuil, 1999 ((en) Survival of the Fittest, 1997), trad. Nicole Ball, 456 p.  (ISBN 2-02-032147-5)Fait aussi partie du cycle Petra Connor
13. Le Monstre, Seuil, 2001 ((en) Monster, 1999), trad. André Roche, 420 p.  (ISBN 2-02-032149-1)
14. Dr la mort, Seuil, 2002 ((en) Dr. Death, 2000), trad. André Roche, 384 p.  (ISBN 2-02-032150-5)
15. Chair et Sang, Seuil, 2003 ((en) Flesh and Blood, 2001), trad. Marie-France de Paloméra, 408 p.  (ISBN 2-02-052524-0)
16. Qu'elle repose en paix, Seuil, 2004 ((en) The Murder Book, 2002), trad. Marie-France de Paloméra, 516 p.  (ISBN 2-02-055849-1)
17. La Dernière Note, Seuil, 2005 ((en) A Cold Heart, 2003), trad. Marie-France de Paloméra, 438 p.  (ISBN 2-02-055851-3)Fait aussi partie du cycle Petra Connor
18. La Psy, Seuil, 2007 ((en) Therapy, 2004), trad. Marie-France de Paloméra, 496 p.  (ISBN 978-2-02-078954-7)
19. Fureur assassine, Seuil, 2008 ((en) Rage, 2005), trad. Frédéric Grellier, 416 p.  (ISBN 978-2-02-085303-3)
20. Comédies en tout genre, Seuil, 2009 ((en) Gone, 2006), trad. William Olivier Desmond, 448 p.  (ISBN 978-2-02-085428-3)
21. Meurtre et Obsession, Seuil, 2010 ((en) Obsession, 2007), trad. Mathieu de Lajartre, 464 p.  (ISBN 978-2-02-096690-0)Fait aussi partie du cycle Petra Connor
22. Habillé pour tuer, Seuil, 2010 ((en) Compulsion, 2008), trad. Thierry Piélat, 408 p.  (ISBN 978-2-02-098131-6)
23. Jeux de vilains, Seuil, 2011 ((en) Bones, 2008), trad. William Olivier Desmond, 448 p.  (ISBN 978-2-02-100550-9)
24. Double meurtre à Borodi Lane, Seuil, 2012 ((en) Evidence, 2008), trad. Frédéric Grellier, 432 p.  (ISBN 978-2-02-103255-0)
25. Les Tricheurs, Seuil, 2013 ((en) Deception, 2010), trad. Frédéric Grellier  (ISBN 978-2021032543)
26. L'Inconnue du bar, Seuil, 2014 ((en) Mystery, 2011), trad. Frédéric Grellier, 384 p.  (ISBN 978-2-02-106132-1)
27. Un maniaque dans la ville, Seuil, 2015 ((en) Victims, 2012), trad. Frédéric Grellier, 400 p.  (ISBN 978-2-02-119086-1)
28. Des petits os si propres, Seuil, 2016 ((en) Guilt, 2013), trad. Frédéric Grellier, 432 p.  (ISBN 978-2-02-119087-8)
29. Les Sœurs ennemies, Seuil, 2017 ((en) Killer, 2014), trad. Frédéric Grellier, 352 p.  (ISBN 978-2-02-131528-8)
30. Crime et Délice, Seuil, 2019 ((en) Motive, 2015), trad. Frédéric Grellier, 368 p.  (ISBN 978-2-02-130416-9)
31. Breakdown, Seuil, 2020 ((en) Breakdown, 2016), trad. Frédéric Grellier, 400 p.  (ISBN 978-2-02-136306-7)
32. Heartbreak Hotel, Seuil, 2021 ((en) Heartbreak Hotel, 2017), trad. Éric Betsch, 412 p.  (ISBN 978-2-02-146434-4)
33. Des ombres dans la nuit, Seuil, 2022 ((en) Night Moves, 2018), trad. Éric Betsch, 496 p.  (ISBN 978-2-02-148639-1)
34. Les Noces funestes, Seuil, 2023 ((en) The Wedding Guest, 2019), trad. Éric Betsch, 464 p.  (ISBN 978-2-02-151548-0)
35. Le Musée des désirs, Seuil, 2024 ((en) The Museum of Desire, 2020), trad. Éric Betsch, 464 p.  (ISBN 978-2-02-154945-4)
36. Serpentine, Seuil, 2025 ((en) Serpentine, 2021), 480 p.  (ISBN 978-2-02-157591-0)
37. (en) City of the Dead, 2022
38. (en) Unnatural History, 2023
39. (en) The Ghost Orchid, 2024

### SériePetra Connor
1. La Sourde, Seuil, 1999 ((en) Survival of the Fittest, 1997), trad. Nicole Ball, 456 p.  (ISBN 2-02-032147-5)Fait aussi partie du cycle Alex Delaware
2. Billy Straight, Seuil, 2000 ((en) Billy Straight, 1998), trad. Robert Pépin, 516 p.  (ISBN 2-02-032148-3)
3. La Dernière Note, Seuil, 2005 ((en) A Cold Heart, 2003), trad. Marie-France de Paloméra, 438 p.  (ISBN 2-02-055851-3)Fait aussi partie du cycle Alex Delaware
4. Tordu, Seuil, 2008 ((en) Twisted, 2004), trad. William Olivier Desmond, 464 p.  (ISBN 978-2-02-085429-0)
5. Meurtre et Obsession, Seuil, 2010 ((en) Obsession, 2007), trad. Mathieu de Lajartre, 464 p.  (ISBN 978-2-02-096690-0)Fait aussi partie du cycle Alex Delaware

### SérieDétective Jacob Lev/Le Golem
1. Le Golem d'Hollywood, Seuil, 2015 ((en) The Golem of Hollywood, 2014), trad. Julie Sibony, 576 p.  (ISBN 978-2-02-123344-5)Écrit avec Jesse Kellerman. paru également sous le titre Que la bête s'éveille
2. Que la bête s'échappe, Seuil, 2016 ((en) The Golem of Paris, 2015), trad. Julie Sibony, 496 p.  (ISBN 978-2-02-130609-5)Écrit avec Jesse Kellerman.

### SérieClay Edison
1. Exhumation, Seuil, 2018 ((en) Crime Scene, 2017), trad. Julie Sibony, 400 p.  (ISBN 978-2-02-138762-9)Écrit avec Jesse Kellerman.
2. (en) A Measure of Darkness, 2018Écrit avec Jesse Kellerman.
3. (en) Half Moon Bay, 2020Écrit avec Jesse Kellerman.
4. (en) The Burning, 2021Écrit avec Jesse Kellerman.

### Romans indépendants
- (en) The Butcher's Theater, 1988
- Le Club des conspirateurs, Seuil, 2006 ((en) The Conspiracy Club, 2003), trad. William Olivier Desmond, 368 p.  (ISBN 2-02-067641-9)
- Double Homicide, Seuil, 2007 ((en) Double Homicide, 2004), trad. Marie-France de Paloméra, 288 p.  (ISBN 978-2-02-085425-2)Écrit avec Faye Kellerman.
- Crimes d'amour et de haine, Seuil, 2009 ((en) Capital Crimes, 2006), trad. William Olivier Desmond, 420 p.  (ISBN 978-2-02-085426-9)Écrit avec Faye Kellerman.
- Les Anges perdus, Points, 2011 ((en) True Detectives, 2009), trad. Frédéric Grellier, 720 p.  (ISBN 978-2-36394-040-7)
- (en) The Right Thing to Do, 2015Livre électronique
- Killeuse, Seuil, 2018 ((en) The Murderer's Daughter, 2015), trad. Freddy Michalski, 512 p.  (ISBN 978-2-02-136310-4)

## Personnages
- Alex Delaware : psychologue pour enfants ayant travaillé pour le Western Pediatrics, hôpital pédiatrique et qui a pris son indépendance en ouvrant un cabinet et en donnant des consultations privées. Il est impliqué dans les enquêtes de son ami Milo Sturgis en tant que consultant auprès du LAPD.
- Milo Sturgis : officier de police performant et mal apprécié de sa hiérarchie et de ses collègues à cause d'études littéraires, de son intelligence et de son homosexualité. Son aspect d'ours mal lèché s'oppose à son grand sens du devoir et à son immense intuition.

## Prix
- Prix Edgar-Allan-Poe 1986 du meilleur premier roman pour When the Bough Breaks[1]
- Prix Anthony 1986 du meilleur premier roman pour When the Bough Breaks[2]